# (4919) Vichnevskaïa
(4919) Vichnevskaïa (désignation internationale (4919) Vishnevskaya) est un astéroïde de la ceinture principale.

## Description
(4919) Vichnevskaïa est un astéroïde de la ceinture principale. Il fut découvert le 19 septembre 1974 à Nauchnyj par Lioudmila Tchernykh. Il présente une orbite caractérisée par un demi-grand axe de 2,27 UA, une excentricité de 0,24 et une inclinaison de 5,0° par rapport à l'écliptique.

## Compléments